# Francesco Alberto Giunta
Francesco Alberto Giunta (Paternò, 12 luglio 1925 – Roma, 10 maggio 2013) è stato uno scrittore, poeta e giornalista italiano.

## Biografia
Paternese di nascita, per motivi di lavoro della famiglia, Giunta ha vissuto i primi anni della sua vita a Potenza, città dove ha fatto gli studi alle scuole elementari, per poi fare ritorno in Sicilia all'età di nove anni, quando si stabilisce a Catania, città dove ha conseguito la maturità classica. Laureatosi nell'ateneo catanese e all'Université catholique de Louvain, ha frequentato all'inizio degli anni cinquanta l'Accademia del diritto internazionale de L'Aia.
È stato socio di diverse associazioni, quali la  Società di storia patria per la Sicilia orientale e l'Unione stampa cattolica italiana. Ha collaborato a diverse riviste letterarie e di cultura varia, e a molti quotidiani.
Ha pubblicato diversi testi narrativi, come Notizie da via Daniele (1988).

## Pubblicazioni

### Romanzi
- Viaggiando sulla strada - Pisa, Cursi editore (1985)
- Notizie da via Daniele - Roma, Serarcangeli (1988)
- A Lipari un giorno. Avvenne - Pescara, Tracce editore (1994)
- Il posto delle pietre - Pescara, Tracce editore (1996)
- Karin è tra noi  - Foggia, Bastogi Editrice Italiana, ISBN 8881853140 (2001)
- Licenza di vivere - Foggia, Bastogi Editrice Italiana, ISBN 8881857251 (2005)
- Pensando a Paternò. Racconti fugaci - Roma, Fermenti editrice, ISBN 978-8897171225 (2012)
- L'uomo delle trasparenze. Diario sentimentale - Napoli, Kairòs, ISBN 978-88-95233-79-6 (2012)
- Abbandoni e lontananze. Parole per versi scarmigliati, notizie slabbrate, pensieri arruffati - Napoli, Kairòs, ISBN 978-88-98029-20-4 (2013)

### Raccolte di racconti
- Le parole sono cose -  Pisa, Cursi editore (1984)
- Verso i Taira -  Pisa, Cursi editore (1985)
- Ballate e canzoni, no  - Roma, Stampa Grafica (1988)
- Il respiro dell'uomo - Roma, Serarcangeli (1992)
- Atupertu. Journal di luoghi, persone, vagabondaggi letterari - Roma, Serarcangeli (1993)
- Per non perdere il treno. Novelle ribelli - Foggia, Bastogi, ISBN 8881851806 (1999)
- Solitaire - Napoli, Kairòs, ISBN 978-88-95233-35-2 (2009)
- Odisseus. Il secolo breve: conoscenza e solitudine - Napoli, Kairòs (2011)